# Pensionnat des Frères des écoles chrétiennes à Passy
Le pensionnat des Frères des écoles chrétiennes à Passy est un pensionnat pour garçons des Frères des écoles chrétiennes actif entre 1839 et 1905, situé dans l'ancienne commune de Passy et l'actuel 16e arrondissement de Paris.

## Histoire

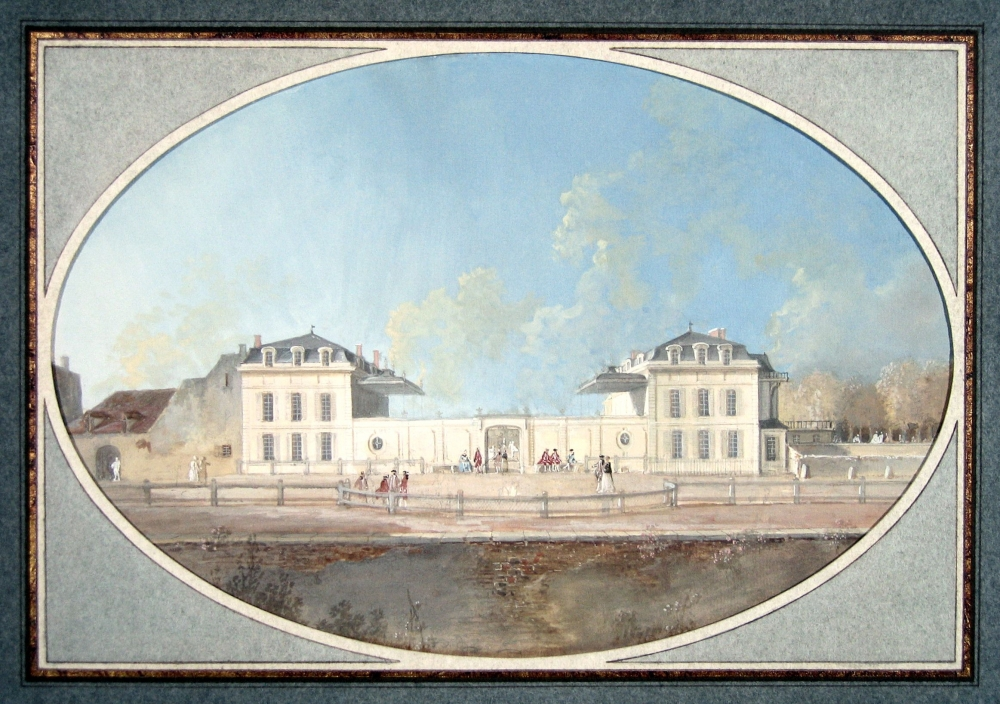
L'hôtel de Valentinois, peint depuis l'actuelle rue Raynouard dans les années 1770 par Alexis-Nicolas Pérignon.

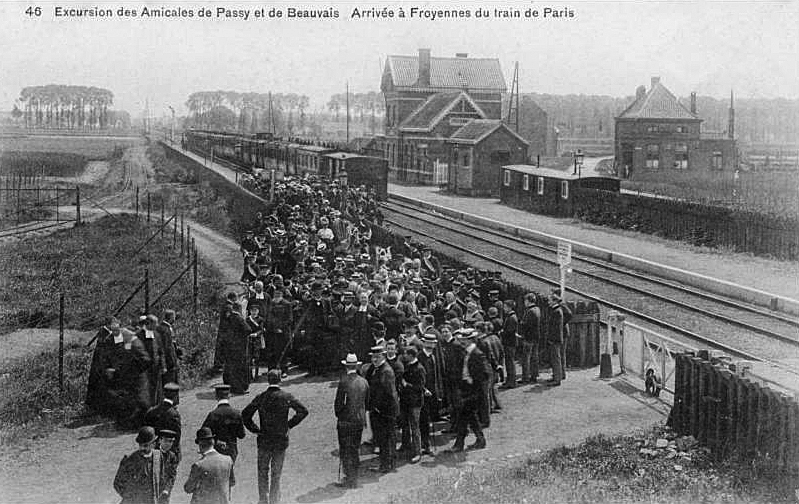
Excursion des Amicales de Passy et de Beauvais ; arrivée en gare de Froyennes du train de Paris, au début des années 1900.

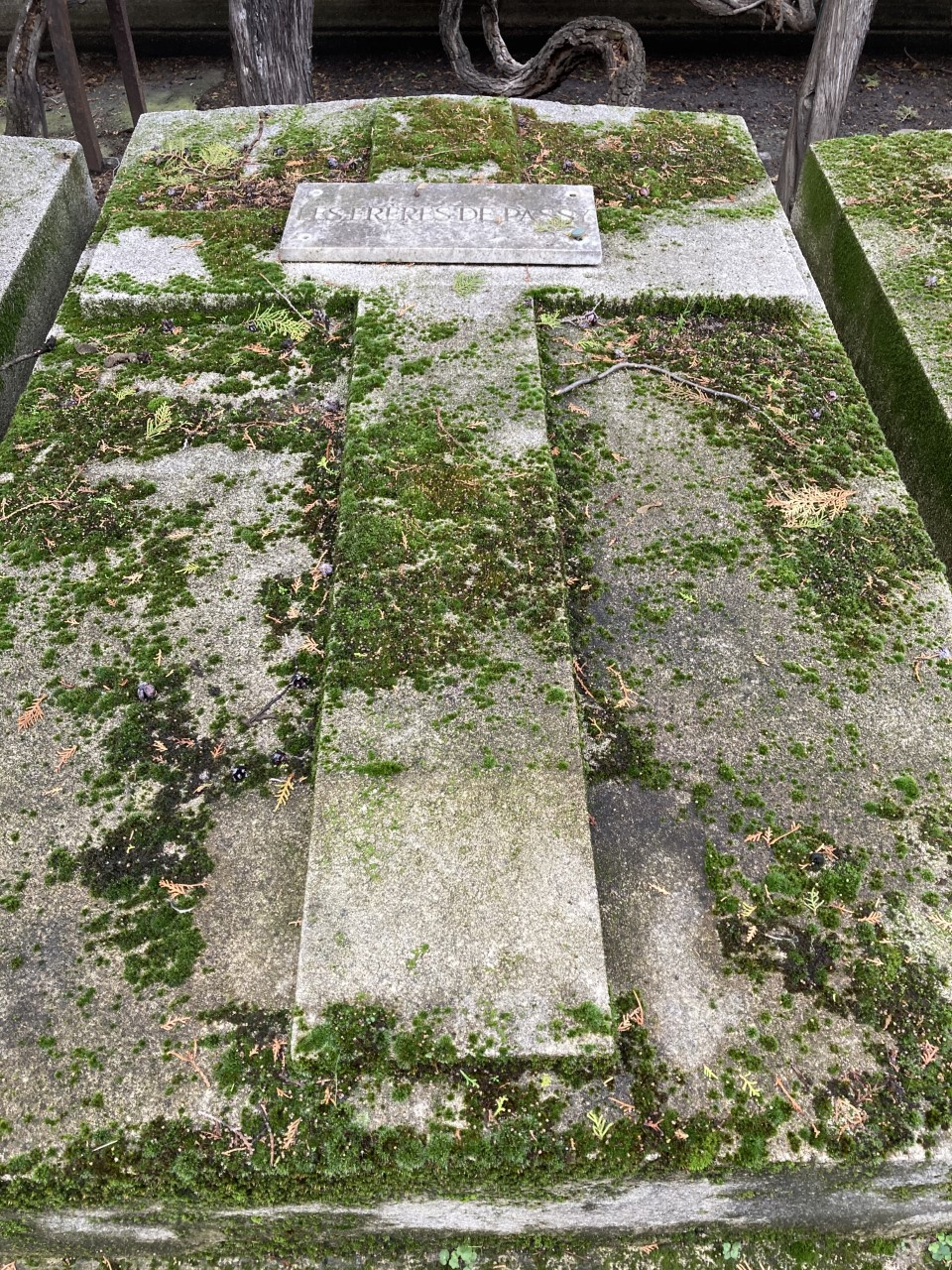
Sépulture des Frères au cimetière de Passy.

En janvier 1837, les Frères des écoles chrétiennes ouvrirent un pensionnat au numéro 165 de la rue du Faubourg Saint-Martin, qu'ils déménagèrent le 8 avril 1839 à Passy (à l'époque une commune aux abords de Paris), dans des locaux qu'ils avaient construits sur leur lot de terrains de l'ancien hôtel de Valentinois et peut-être des locaux de vestiges de l'hôtel qu'ils avaient préservés,, et qui se fit connaître sous le nom de « pensionnat des Frères des écoles chrétiennes à Passy ». Au cours des décennies qui suivirent, les Frères reconstruisirent certains des locaux et en agrandirent d'autres, à mesure du nombre croissant d'élèves, malgré une baisse de celui-ci pendant la révolution de 1848 ; le pensionnat vint à longer, si ce n'est depuis le jour de son ouverture à Passy, tout le segment de l'actuelle rue Raynouard reliant l'actuelle rue Singer à l'actuelle rue des Vignes.
Le 18 mars 1864, le pensionnat (qui avait alors plus de 700 élèves) fut visité par le ministre de l'Éducation, Victor Duruy, qui adressa aux Frères « ses compliments les plus flatteurs sur la tenue et la direction du pensionnat ». Une autre visite ministérielle fut organisée le 12 mai de la même année, « provoquée par la résistance que le projet de loi sur l'enseignement spécial avait éprouvée au sein de la Commission parlementaire chargée de son examen. Pour en triompher, M. Duruy invita les membres de la Commission à l'accompagner à Passy : « Je désire, leur dit-il, vous montrer chez les Frères l'heureuse réalisation de mes projets ». »
Une loi du 7 juillet 1904 ayant interdit aux congrégations religieuses d'enseigner plus longtemps, les Frères déplacèrent leur pensionnat à Froyennes, en Belgique, en 1905. Ils vendirent approximativement les trois quarts de leurs bâtiments de Passy.. L'avenue du Colonel-Bonnet fut ouverte sur ces terrains.
Une association de pères de famille investirent ceux qui ne furent pas vendus mais inutilisés afin de recréer une école, le « pensionnat de Passy », à laquelle l'archevêque Léon Adolphe Amette accorda une tutelle diocésaine en 1911 et qui devint par la suite Saint-Jean-de-Passy.

## Personnalités liées

### Directeurs
- André Claparède

### Professeurs
- Adrien Limagne[12]

### Élèves
- Stéphane Mallarmé (entre le 6[13] ou le 9 octobre 1852 et mars 1855[14])